# Division 1 1958-59
La Division 1 1958-59 fue la 21.ª temporada del fútbol francés profesional. OGC Nice se proclamó campeón con 56 puntos, obteniendo su cuarto título.

## Equipos participantes
| - Olympique Alès - Angers SCO - RC Lens - Lille OSC - Limoges FC - Olympique Lyonnais - Olympique de Marseille - AS Monaco FC - FC Nancy - OGC Nice |  | - Nîmes Olympique - RC Paris - Stade de Reims - Stade Rennais UC - AS Saint-Étienne - UA Sedan-Torcy - FC Sochaux-Montbéliard - RC Strasbourg - Toulouse FC - US Valenciennes-Anzin |

## Tabla de posiciones
| Pos. | Equipo                    | Pts. | PJ | G  | E  | P  | GF | GC | Dif. | Clasificación                                |
| ---- | ------------------------- | ---- | -- | -- | -- | -- | -- | -- | ---- | -------------------------------------------- |
| 1    | OGC Nice (C)              | 56   | 38 | 24 | 8  | 6  | 80 | 38 | +42  | Clasificado a la Copa de Campeones de Europa |
| 2    | Nîmes Olympique           | 53   | 38 | 21 | 11 | 6  | 75 | 40 | +35  |                                              |
| 3    | RC Paris                  | 49   | 38 | 18 | 13 | 7  | 84 | 47 | +37  |                                              |
| 4    | Stade de Reims            | 48   | 38 | 19 | 10 | 9  | 84 | 59 | +25  |                                              |
| 5    | FC Sochaux-Montbéliard    | 43   | 38 | 17 | 9  | 12 | 70 | 64 | +6   |                                              |
| 6    | AS Saint-Étienne          | 40   | 38 | 16 | 8  | 14 | 68 | 73 | −5   |                                              |
| 7    | Angers SCO                | 39   | 38 | 13 | 13 | 12 | 66 | 58 | +8   |                                              |
| 8    | AS Monaco FC              | 39   | 38 | 14 | 11 | 13 | 52 | 51 | +1   |                                              |
| 9    | Olympique Lyonnais        | 39   | 38 | 16 | 7  | 15 | 62 | 68 | −6   | Clasificado a la Copa de Ferias              |
| 10   | UA Sedan-Torcy            | 38   | 38 | 12 | 14 | 12 | 65 | 53 | +12  |                                              |
| 11   | RC Strasbourg             | 38   | 38 | 14 | 10 | 14 | 65 | 76 | −11  |                                              |
| 12   | Stade Rennais UC          | 36   | 38 | 13 | 10 | 15 | 61 | 61 | 0    |                                              |
| 13   | US Valenciennes-Anzin     | 36   | 38 | 13 | 10 | 15 | 53 | 63 | −10  |                                              |
| 14   | Toulouse FC               | 35   | 38 | 12 | 11 | 15 | 59 | 59 | 0    |                                              |
| 15   | Limoges FC                | 34   | 38 | 12 | 10 | 16 | 48 | 57 | −9   |                                              |
| 16   | RC Lens                   | 32   | 38 | 12 | 8  | 18 | 56 | 66 | −10  |                                              |
| 17   | FC Nancy (D)              | 29   | 38 | 10 | 9  | 19 | 58 | 79 | −21  | Descenso a Division 2                        |
| 18   | Lille OSC (D)             | 29   | 38 | 9  | 11 | 18 | 56 | 78 | −22  | Descenso a Division 2                        |
| 19   | Olympique Alès (D)        | 24   | 38 | 8  | 8  | 22 | 45 | 83 | −38  | Descenso a Division 2                        |
| 20   | Olympique de Marsella (D) | 23   | 38 | 6  | 11 | 21 | 50 | 84 | −34  | Descenso a Division 2                        |

 Fuente: footballdatabase.eu
Notas:
1. ↑  Campeón de la Copa de Francia

## Resultados
| Local \ Visitante      | ALE | ANG | LEN | LIL | LIM | LYO | MAR | MOC | NAC | NIC | NIM | RCP | REI | REN | STE | SED | SOC | STR | TOU | VAL |
| ---------------------- | --- | --- | --- | --- | --- | --- | --- | --- | --- | --- | --- | --- | --- | --- | --- | --- | --- | --- | --- | --- |
| Olympique Alès         | —   | 1–3 | 2–6 | 1–2 | 0–2 | 1–2 | 2–1 | 2–1 | 0–3 | 0–0 | 0–4 | 1–1 | 3–6 | 0–1 | 1–1 | 1–1 | 2–1 | 1–0 | 1–0 | 3–0 |
| Angers SCO             | 1–0 | —   | 2–2 | 2–0 | 4–0 | 3–1 | 3–2 | 0–0 | 4–2 | 1–2 | 1–1 | 1–2 | 3–0 | 0–0 | 0–1 | 3–1 | 1–1 | 2–2 | 3–1 | 4–0 |
| RC Lens                | 2–4 | 1–1 | —   | 2–2 | 1–1 | 2–1 | 4–1 | 2–1 | 2–4 | 0–0 | 0–1 | 2–1 | 2–1 | 2–0 | 0–2 | 0–2 | 3–2 | 6–0 | 0–1 | 2–0 |
| Lille OSC              | 5–0 | 1–1 | 1–1 | —   | 2–0 | 2–1 | 2–2 | 2–2 | 2–0 | 0–0 | 0–0 | 1–6 | 0–2 | 4–4 | 2–4 | 0–3 | 3–0 | 2–3 | 3–2 | 6–1 |
| Limoges FC             | 2–2 | 2–2 | 2–1 | 5–0 | —   | 1–0 | 1–0 | 2–1 | 0–0 | 0–2 | 3–2 | 1–1 | 2–2 | 2–4 | 4–0 | 1–1 | 1–2 | 1–2 | 0–0 | 1–0 |
| Olympique Lyonnais     | 1–1 | 1–0 | 2–0 | 1–0 | 2–1 | —   | 1–1 | 4–1 | 1–3 | 1–0 | 2–1 | 3–2 | 1–5 | 5–2 | 2–0 | 4–3 | 2–0 | 2–2 | 1–1 | 2–2 |
| Olympique de Marsella  | 2–1 | 2–3 | 0–2 | 0–0 | 2–0 | 1–1 | —   | 0–2 | 4–2 | 2–0 | 0–2 | 1–2 | 2–3 | 1–3 | 4–1 | 1–1 | 0–0 | 3–3 | 1–1 | 3–1 |
| AS Monaco FC           | 1–1 | 1–0 | 0–0 | 3–0 | 0–0 | 4–1 | 2–0 | —   | 1–0 | 1–1 | 1–1 | 4–1 | 0–2 | 1–0 | 0–3 | 0–3 | 1–0 | 2–1 | 1–0 | 2–1 |
| FC Nancy               | 3–2 | 3–0 | 2–1 | 0–2 | 1–1 | 4–3 | 2–2 | 2–2 | —   | 3–6 | 2–1 | 1–2 | 3–5 | 2–1 | 0–1 | 0–1 | 2–2 | 0–1 | 0–1 | 1–1 |
| OGC Nice               | 0–3 | 4–2 | 3–1 | 3–1 | 2–1 | 2–0 | 6–1 | 2–0 | 3–0 | —   | 2–0 | 3–2 | 4–0 | 2–0 | 1–0 | 3–1 | 5–0 | 4–2 | 3–2 | 1–0 |
| Nîmes Olympique        | 3–0 | 5–3 | 4–2 | 3–0 | 3–0 | 4–1 | 1–1 | 1–0 | 1–0 | 1–1 | —   | 0–0 | 2–2 | 3–0 | 2–1 | 2–2 | 2–1 | 1–1 | 3–1 | 2–0 |
| RC Paris               | 5–2 | 5–0 | 5–0 | 7–2 | 4–1 | 2–2 | 2–1 | 2–0 | 4–4 | 1–1 | 2–2 | —   | 0–1 | 1–0 | 2–2 | 1–1 | 0–2 | 5–2 | 2–0 | 3–0 |
| Stade de Reims         | 1–1 | 1–1 | 4–1 | 4–3 | 1–0 | 1–2 | 2–1 | 3–2 | 7–1 | 1–2 | 3–1 | 0–0 | —   | 4–0 | 3–0 | 1–1 | 1–3 | 2–3 | 3–1 | 2–1 |
| Stade Rennais UC       | 4–2 | 3–2 | 1–1 | 3–0 | 0–1 | 2–4 | 2–2 | 2–1 | 3–1 | 0–3 | 1–2 | 0–1 | 2–2 | —   | 0–2 | 3–1 | 4–0 | 2–2 | 3–0 | 4–0 |
| AS Saint-Étienne       | 1–0 | 1–1 | 3–0 | 1–0 | 2–1 | 2–0 | 4–2 | 3–5 | 4–0 | 3–4 | 0–1 | 3–3 | 4–4 | 2–2 | —   | 2–1 | 4–3 | 1–5 | 4–3 | 1–1 |
| UA Sedan-Torcy         | 2–0 | 2–2 | 1–2 | 1–1 | 3–1 | 3–1 | 6–1 | 2–2 | 1–2 | 1–0 | 1–2 | 0–3 | 0–0 | 1–1 | 5–0 | —   | 0–1 | 1–3 | 1–1 | 4–0 |
| FC Sochaux-Montbéliard | 4–5 | 2–1 | 2–1 | 2–3 | 3–1 | 5–3 | 5–1 | 3–2 | 2–1 | 1–0 | 3–2 | 1–1 | 3–1 | 2–1 | 3–1 | 2–2 | —   | 3–0 | 2–2 | 1–1 |
| RC Strasbourg          | 2–0 | 4–2 | 1–0 | 2–0 | 1–1 | 3–0 | 3–1 | 1–1 | 1–1 | 2–2 | 1–5 | 0–2 | 0–2 | 0–1 | 3–3 | 1–3 | 2–1 | —   | 1–2 | 3–2 |
| Toulouse FC            | 4–2 | 1–1 | 3–1 | 3–1 | 2–1 | 0–1 | 3–0 | 1–2 | 3–2 | 2–2 | 2–4 | 1–1 | 1–1 | 1–1 | 2–0 | 4–1 | 1–1 | 5–1 | —   | 1–2 |
| US Valenciennes-Anzin  | 1–0 | 4–0 | 3–1 | 3–2 | 2–3 | 1–0 | 5–1 | 2–2 | 1–1 | 2–1 | 0–0 | 1–0 | 3–1 | 1–1 | 3–1 | 1–1 | 1–1 | 4–1 | 2–0 | —   |

Promovidos de la Division 2, quienes jugarán en la Division 1 1959/60:
- Le Havre AC: Campeón de la División 2 (Ganador de la Copa de Francia)
- Stade Français FC: Segundo lugar de la Division 2
- SC Toulon: Tercer lugar de la Division 2
- Bordeaux: Cuarto lugar de la Division 2

## Goleadores
| #  | Jugador              | Nacionalidad    | Club                   | Goles |
| -- | -------------------- | --------------- | ---------------------- | ----- |
| 1  | Thadée Cisowski      | Francia Polonia | RC Paris               | 30    |
| 2  | Hassan Akesbi        | Marruecos       | Nîmes Olympique        | 24    |
| 2  | Just Fontaine        | Francia         | Stade de Reims         | 24    |
| 4  | Mahi Khennane        | Francia         | Stade Rennais UC       | 23    |
| 5  | Roger Piantoni       | Francia         | Stade de Reims         | 20    |
| 6  | Henri Skiba          | Francia Polonia | Nîmes Olympique        | 19    |
| -  | N'Ganga Samuel Edimo | Francia         | FC Sochaux-Montbéliard | 19    |
| -  | Antoine Groschulski  | Francia Polonia | RC Strasbourg          | 19    |
| 9  | Stéphane Bruey       | Francia         | Angers SCO             | 18    |
| -  | Jacques Foix         | Francia         | OGC Nice               | 18    |
| -  | Eugène Njo-Léa       | Francia         | AS Saint-Étienne       | 18    |
| -  | Ginès Liron          | Francia         | US Valenciennes-Anzin  | 18    |
| 13 | René Fatoux          | Francia         | Lille OSC              | 17    |
| 14 | Lucien Cossou        | Francia         | Olympique Lyonnais     | 16    |
| -  | Alberto Muro         | Argentina       | OGC Nice               | 16    |